# صمت الحملان (فلم)
صمت الحملان (بالإنجليزية: The Silence of the Lambs) هو فيلم إثارة ورعب نفسي أمريكي صدر عام 1991 من إخراج جوناثان ديم، ومن بطولة أنتوني هوبكنز بدور «هانيبال ليكتير» والذي حصل على جائزة الأوسكار لأفضل ممثل عن دوره في هذا الفيلم. وشاركته الممثلة جودي فوستر في دور «كلاريس ستارلينغ» والتي حصلت بدورها على جائزة الأوسكار لأفضل ممثلة. كما شاركهما سكوت غلين بدور «جاك كروفورد» وتيد ليفين بدور مجرم القتل المتسلسل «بافالو بيل».
كتب النص السينمائي تيد تالى الذي حصل على جائزة الأوسكار لأفضل نص سينمائي وهو من إخراج جوناثان ديم الذي حصل على جائزة الأوسكار لأفضل إخراج. وهذا الفليم مأخوذ عن قصة بنفس الاسم للمؤلف توماس هاريس. نال الفيلم خمسة جوائز أوسكار، ويُعد من أشهر أفلام أنثوني هوبكينز. حصل الفيلم في عام 1999 على الترتيب 65 لأفضل أفلام السينما الأمريكية على الإطلاق عبر 100 عام وذلك ضمن فعاليات يقوم بها معهد الفيلم الأمريكي.

## القصة
يبدأ الفيلم بمشهد العميلة المتدربة في إف بي أي كلاريس ستارلينغ (جودي فوستر) وهي تتدرب في الغابة، يأتي رجل شرطة ليطلب منها الحضور أمام رئيس قسم FBI جاك كروفورد (سكوت غلين)، وعند حضورها يخبرها هذا أنه انتقاها رغم أنها متدربة لتفوقها في الدراسة ولشهادات علم النفس التي تحملها ولأنه يتذكر أنها جادلته بقوة في إحدى المحاضرات التي قدمها في الجامعة. يعرض عليها مقابلة مريض نفسي وهو طبيب علم نفس يدعى هانيبال ليكتر (أنثوني هوبكنز) لدراسة حالته كقاتل متسلسل مما قد يخدم في دراسة الحالات الشبيهة، ويوكل إليها تقديم استبيان له في مكان إقامته الجبرية تحت حراسة مشددة في مستشفى بالتيمور النفسي بتهمة أكل البشر. تكتشف كلاريس بعد لقائها بلكتر أنه كراوفورد يسعى من خلال إعجاب لكتر بكلاريس أن يدلها على قاتل متسلسل الشهير بـ«بيل السفاح» والمتورط في قتل عدة نساء شابات. يتعامل ليكتير بلطف شديد مع كلارنس، رغم أنه يستفزها بين الفترة والأخرى من خلال تشخيصها مستخدما كلمات ذكية ومنتقاة.
يتم إيجاد الضحية الخامسة لبيل. ترافق كلاريس كراوفورد إلى المشرحة حيث يصاب الجميع بالهلع من منظر الضحية التي تم سلخ جلدها بعد قتلها. ويشير تقرير الطب الشرعي أن الضحية قتلت بعد ثلاثة أيام من سجنها. وحين يفحصان فم الضحية يجدان داخلها شرنقة فراشة، تحملها كلاريس إلى أخصائي حشرات للتعرف على نوعها، فيجد من خلال تشريحها أنها «فراشة الموت»، وهي من النوع الذي يعيش في مناطق محددة في آسيا ولا يمكن أن تعيش في الولايات المتحدة إلا بعد إحضار بيوضها من الخارج. ويبدو أن القاتل كان يربيها وقد اعتنى بها عناية حثيثة ووفر لها أفضل الظروف المعيشية.
يخدع بيل السفاح كاثرين مارتن، ابنة السناتور روث مارتن، عندما يوهمها أنه يحاول حمل قطعة أثاث لوضعها داخل سيارة، فتتقدم كاثرين لمساعدته لإدخال القطعة إلى داخل السيارة فيضربها وتفقد الوعي. يحاول بيل التأكد حينها أن مقاس ملابسها هو 14، ثم يأخذها غلى منزله حيث يسجنها في بئر قديم داخل المنزل. تصاب والدتها بالهلع وتخرج على التلفزيون لتحدث القاتل بذكاء عارضة صوراً لحياة ابنتها منذ الطفولة. تعود كلاريس إلى ليكتر مقدمة له عرضاً جديداً أنه في حالة مساعدتها في القبض على بيل ستقوم السناتور بنقله إلى مصح أفضل حيث يستطيع التمشي على الشاطيء وسيوضع في غرفة تطل نوافذها على غابة. في المقابل، يعرض عليها ليكتر عرضا مختلفاً وهي لعبة «شيء مقابل شيء»، إذ عليها أن تجيب على أسئلة خاصة يوجهها لها في مقابل أن يجب هو عن أسئلة حول بيل. تقبل كلاريس العرض، فيبدأ بسؤالها عن طفولتها وعن موت والدها، فتجيبه بصدق وصراحة، أن والدها كان رئيس الشرطة وقتل حين كانت في العاشرة في محاولة بعض اللصوص سرقة صيدلية وأن والدتها توفيت في صغرها فكان والدها كل ما تملك، ثم نقلت للعيش مع أبناء عمومة والدها في منزل ريفي مع مزرعة حيوانات ولكنها هربت بعد شهرين. في المقابل يخبرها أن بيل يهدف من خلال ضحاياه إلى تغيير نفسه لأنه محبوس في هاجس يشعره أنه متحول جنسيا وهو ما يجده في تحول الشرنقة إلى فراشة، وأن بيل لم يولد مجرماً بل عاني من ذلك بسبب التحرش الذي تعرض له، وهو يقوم بذلك لأنه يكره نفسه. في هذه اللحظة، يقوم الطبيب تشلتون بالتجسس على حوارهما، ثم يقترب من ليكتر ويخبره أن العرض المقدم له غير صحيح، وأنه لو ساعد في كشف شخصية بيل فسنقله للعلاج عند طبيب آخر. يوافق ليكتر بشرط أن يقدم المعلومات مباشرة للسناتور، فيوافق الطبيب دون أن يعلم أن ليكتر احتفظ بقطعة معدنية من قلم الحبر وسيستخدمه لاحقا.
يبلغ تشلتون السناتور باستغلال اسمها فتقرر رفع قضية ضد الأف بي أي. يتم إحضار لكتر موثوقا إلى عربة وعلى وجهه قناع ويمثل أمام السناتور فتقدم له عرضا بإعادة النظر في وضعه، وبعد أن يستفزها يقدم لها مواصفات القاتل الذي قابله مرة واحدة فقط وكان يتعالج عند طبيب آخر.
تعود كلاريس للحديث مع لكتر لتحصل على مزيد من المعلومات بعد أن ازدادت الخطورة على كاثرين، فيستمر معها بلعبة الأسئلة المتبادلة، فتخبره أنه هربت من منزل الريف في طفولتها لأنها استيقظت ليلا على صوت صغير يئن، ونزلت إلى الحظيرة لتجدها أنها أصوات الحملان التي كانت تذبح في الربيع. ففتحت باب الحظيرة لها لتهرب غير أنها لم تتحرك، ثم حملت حملا وهربت به، إلا أن سيارة الشرطة لحقتها، وأغضب ذلك ابن عم والدها فقرر إبداعها في منزل للأيتام ولم ترَ المزرعة مجددا. يخبرها لكتر أنها ما زالت تصحو مرعوبة ليلا من صوت الحملان وبإنقاذها لحياة كاثرين ستتوقف تلك الأصوات ويسمعها كلاما ملغوزاً عن كيفية الوصول للقاتل. يدخل الطبيب شلتون ويحاول إخراجها بالقوة بمساعدة باقي رجال الشرطة ولكنها تعود لتأخذ أوراق القضية من لكتر حيث كان يضع ملاحظاته.
يدخل الشرطيان الطعام إلى سجن ليكتر بعد أن يخرج هذا يديه خارج القضبان ليقيدهما الشرطي. يخرج ليكتر قطعة المعدن التي أخذها من قلم الحبر ويفك القيد دون أن يتنبه الشرطيان، وبسرعة يمسك بيد أحدهما ويقيده إلى القضبان بينما يغلق بسرعة الباب بوجه الشرطي الآخر ويمسك به ويأكل قطعة من وجهه ويقتله. ثم يقتل الشرطي الثاني ويسلخ وجهه ويرميه في المصعد بعد تجريده من ملابسه، يضع الوجه المسلوخ على وجهه ليوهم الشرطة أنه زميلهم. يطلب زملاؤه سيارة إسعاف ويُنقل إلى المستشفى وفي الطريق ينزع القناع عن وجهه ويخطف السيارة ويقتل كل من فيها ويهرب.
تبدأ كلاريس بتحليل أوراق لكتر فتكتشف أن إحدى ضحايا القاتل كانت على علاقة به. تتوجه لمنزلها وتدخل غرفتها وأثناء تفتيشها المنزل تبدأ بحل اللغز، حيث تكتشف أن القاتل كان على علاقة بالضحية لأنهما كامنا خياطين محترفين، وأن القاتل يجوع الضحية ثلاثة أيام ليترهل جسدها فيستطيع سلخه وخياطه ولبسه كثوب يتغير من خلال لشخصيات أخرى. بينما يسافر كراوفورد بطائرته معتقدا أنه توصل لمنزل القاتل غير أن كلاريس تتبع علاقات الضحية الخياطة من خلال أصدقائها لتصل إلى منزل يفترض أنها كانت تخيط الملابس لصاحبته. يستقبلها شاب في الثلاثينات مدعيا أن صاحبة المنزل توفيت وأنه اشتراه منها. تدخل وتبدأ بالتجول بنظرها في أرجاء المنزل مع تبادل الحديث مع الشاب، فتجد أدوات وخيوط الخياطة ثم تشاهد الفراشات وهي تهبط في المطبخ، فتعلم أنها تتكلم مع القاتل، تخرج المسدس بسرعة وتطلب منه أن يرفع يديه ولكنه يستغفلها ويهرب فتنزل عبر أدراج المنزل الكثيرة لتصل إلى البئر حيث تجد الفتاة، فتطلب منها أن تنتظر، تتابع البحث عن القاتل، حتى تصل لغرفة، فتطفأ الأنوار لتدخل في ظلام شديد، يضع القاتل نظارات ليلة على عينيه ويحاول الاقتراب منها، وحين يقترب كثيرا ويرجع صمام مسدسه للخلف تتنبه كلاريس للصوت وتلتفت بسرعة وتطلق عليه عدة أعيرة نارية تنتهي بقتله.
ينتهي الفيلم في حفل تكريم وترقية كلاريس، ثم يحضر كراوفورد بسرعة لتحيتها. يصلها هاتف فتكتشف أنه من ليكتر، ويظهر هذا الأخير في لقطة توحي أنه في إحدى دول إفريقيا.

## جوائز الفيلم
حصل الفيلم على عدة جوائز أهمها جائزة الأوسكار وجائزة غولدن غلوب وجائزة البافتا وقد حصل على 5 جوائز أوسكار و39 جائزة أخرى و27 ترشيحاً. وهذه أهم الجوائز مفصلة في الجدول أدناه:
| سبقه الرقص مع الذئاب | أوسكار - أفضل فيلم 1991 | تبعه غير المسامح |

## روابط خارجية
- مقالات تستعمل روابط فنية بلا صلة مع ويكي بيانات